# Gaius Licinius Macer
Gaius Licinius Macer (* um 110 v. Chr.; † 66 v. Chr.) war ein Politiker in der späten römischen Republik und wird als Geschichtsschreiber zur „jüngeren Annalistik“ gerechnet.

## Leben
Gaius Licinius Macer entstammte dem vornehmen plebejischen Geschlecht der Licinier und war laut der Inschrift einer antiken römischen Münze der Sohn eines Lucius Licinius. Er führte seinen Stammbaum auf die Licinier der Zeit der Ständekämpfe zurück, vor allem auf den ersten Konsul seines Namens, Gaius Licinius Calvus, dessen Cognomen er seinem eigenen Sohn, dem römischen Redner und Dichter Gaius Licinius Macer Calvus, beilegte. In die öffentliche politische Laufbahn trat Macer, der mit dem etwas älteren Geschichtsschreiber Lucius Cornelius Sisenna befreundet war, um 84 v. Chr. als Münzmeister unter der Herrschaft der Partei der Popularen ein, zu der er sich stets bekannte. Daher war er ein Gegner der Optimaten. Als Volkstribun 73 v. Chr. bemühte er sich um die Stärkung der tribunizischen Rechte und den Sturz der von Sulla eingeführten Verfassung. Gegen die reaktionäre Nobilität trat er mit Hetzreden hervor. Aus den Historien des römischen Geschichtsschreibers Sallust ist eine Macer zugeschriebene Rede über die Wiederherstellung der Rechte des Volkes erhalten, die zwar von Sallust entworfen wurde, aber wohl Anleihen an Macers Argumentation in seinen damals tatsächlich gehaltenen Brandreden nahm. Zu seiner demagogischen Redekunst gehörte demnach u. a. die Empfehlung der Verweigerung des Kriegsdiensts und die wiederholte Verwendung populärer Schlagwörter wie etwa den Freiheitsbegriff. In seinem Volkstribunat klagte er auch Gaius Rabirius wegen Verletzung heiliger Stätten an.
Vermutlich 68 v. Chr. amtierte Macer als Prätor und wurde Anfang 66 v. Chr. wegen Verfehlungen bei der anschließenden Provinzialverwaltung in einem Repetundenverfahren unter dem Vorsitz des Redners Marcus Tullius Cicero angeklagt. Trotz seiner Unterstützung durch Marcus Licinius Crassus kam es zur Verurteilung Macers. Dies traf ihn so, dass er bald darauf verschied. Cicero berichtete darüber selbstzufrieden in einem Brief an seinen Freund Titus Pomponius Atticus, dass er in dem Prozess unparteiisch aufgetreten sei und dadurch Anerkennung erworben habe. Laut Valerius Maximus verübte Macer Selbstmord, nach Plutarch hingegen starb er eines natürlichen Todes, wohl an Herzschlag. Der Althistoriker Friedrich Münzer hält die letztgenannte Version für glaubwürdiger.

## Werk
Gaius Licinius Macer verfasste ein größtenteils verlorenes, wahrscheinlich mindestens 16 Bücher umfassendes Geschichtswerk, das den Titel Annales trug. Von ihm blieben nur etwa 24 Fragmente erhalten. Titus Livius und Dionysios von Halikarnassos benutzten es als wichtige und ausführliche Quelle für die sagenhafte römischen Frühgeschichte und die ältere römische Republik. Wahrscheinlich reichten Macers Annalen nur bis zum 3. Jahrhundert v. Chr. Auch Dionysios stellte nur den Zeitraum von der römischen Frühzeit bis zum Krieg gegen Pyrrhos (um 280 v. Chr.) dar und gibt als Hauptquellen für diese Periode die älteren Annalisten Quintus Fabius Pictor und Cato sowie als jüngere Historiker Valerius Antias und Macer an. Insgesamt bringt Dionysios sechs namentliche Zitate aus Macer. Für die rund 150 Jahre vom Decemvirat bis zum Dritten Samnitenkrieg zitiert Livius den Macer siebenmal und damit öfters als jeden anderen Annalisten. Die wenigen restlichen Zitate stammen aus römischen Grammatikern und Antiquaren.
Der Krieg gegen Pyrrhos soll schon im zweiten Buch von Macers Annalen vorgekommen sein. In sein historisches Werk nahm Macer auch Reden auf und deutete Mythen rationalistisch um, wie etwa ein bei Macrobius erhaltenes Fragment über die Volkssage von Acca Larentia zeigt. Er hatte antiquarisches Interesse und entnahm einen Teil des von ihm präsentierten Stoffes dem sehr ausführlichen Geschichtswerk des älteren Annalisten Gnaeus Gellius. Als weitere Quelle führt er die im Heiligtum der Juno Moneta aufbewahrten Leinenrollen (Libri lintei) an, auf denen die höchsten Magistrate (z. B. Konsuln) der frühen Republikszeit verzeichnet waren und die teilweise von anderen Listen der damaligen Oberbeamten abwichen. Allerdings ist in der Altertumsforschung umstritten, ob Macer hier tatsächlich auf Originalquellen zur Korrektur der dürftigen bekannten Daten der frührömischen Geschichte zurückgriff, wie etwa der Althistoriker Friedrich Münzer meint, oder ob Macer nur durch die Anführung von angeblich neuem Urkundenmaterial von ihm durchgeführte Geschichtsfälschungen zu verschleiern suchte. Auch Livius hegte bisweilen Zweifel an Macers Glaubwürdigkeit und nahm an, dass er manche Ereignisse falsch darstellte, um die Ehre seiner gens Licinia zu steigern.
Cicero kritisierte Macer mit unverhohlener Abneigung sowohl als Politiker und Anwalt als auch als Geschichtsschreiber. Er unterstellt Macer nicht, historische Fälschungen begangen zu haben, sondern tadelt nur den Stil von dessen Annalen sowie angebliche Geschmacklosigkeiten und den leidenschaftlichen Ton der eingestreuten, fiktiven Reden. Auch missfiel ihm die Weitschweifigkeit der Erzählung und die mangelnde Einbeziehung griechischer Quellen. Ciceros von politischer Antipathie gefärbtes Urteil über Macers Beredsamkeit bescheinigt diesem dennoch außergewöhnliche Gewissenhaftigkeit als Patron, kritisiert aber die Vortragsweise von Macers Reden.

## Ausgaben
- T. J. Cornell u. a. (Hrsg., Übers., Komm.): The Fragments of the Roman Historians. Oxford University Press, Oxford 2013, 3 Bände, Nr. 27.
- Hans Beck, Uwe Walter (Hrsg., Übers., Komm.): Die frühen römischen Historiker. Band 2. Von Coelius Antipater bis Pomponius Atticus. Wissenschaftliche Buchgesellschaft, Darmstadt 2004, ISBN 3-534-14758-8, S. 314–345.
- Martine Chassignet: L’Annalistique Romaine. Band 3. L’Annalistique Récente. L’Autobiographie Politique (Fragments). Les Belles Lettres, Paris 2004, ISBN 2-251-01435-7.
- Siri Walt: Der Historiker C. Licinius Macer. Einleitung, Fragmente, Kommentar. Teubner, Stuttgart 1997, ISBN 3-519-07652-7.
- Enrica Malcovati (Hrsg.): Oratorum Romanorum fragmenta liberae rei publicae. Band 1, 1976.
- Hermann Peter (Hrsg.): Historicorum Romanorum reliquiae. Band 1, 1914 (Nachdruck 1967).